# نورولایگین

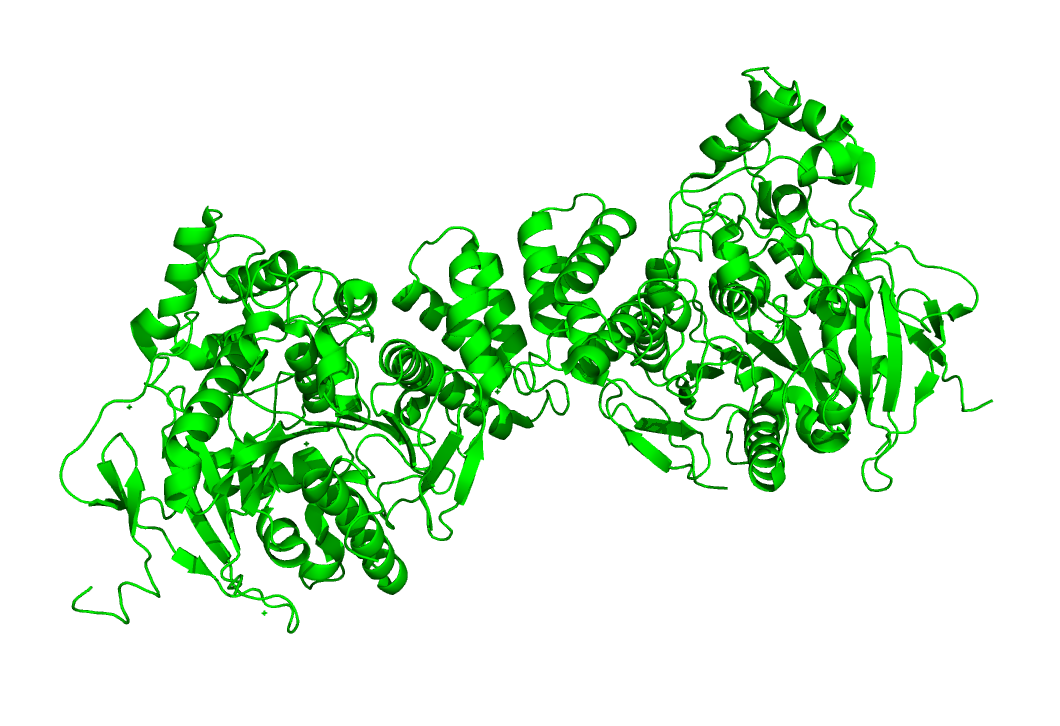
ساختمان ثالثیهٔ نورولایگین ۴

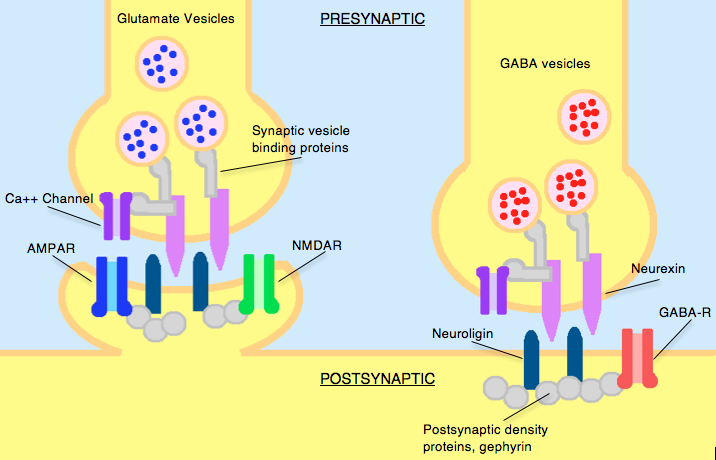
شمایی از نحوهٔ «دست دادنِ» نورولایگین و نورکسین

نورولایگین (انگلیسی: Neuroligin) یک پروتئین تراپوسته‌ای نوعِ اول و یک پروتئین چسبندگی (اتصال) سلول در فضای پس‌سیناپسی است که در شکلی‌گیری و حفظ سیناپس‌ها مابین نورون‌ها نقش دارد. نورولایگین‌ها، لیگاند بتا-نورکسین‌ها (پروتئین‌های چسبندگی سلولی در فضای پیش‌سیناپسی) هستند. نحوهٔ اتصال نورولایگین و نوروکسین، همانند «دست دادن» دو فرد است و موجب اتصال دو نورون و تشکیل سیناپس می‌شوند. علاوه بر این، نورولایگین‌ها در بافت‌های محیطی بدن هم موجود است و در رگ‌زایی نقش دارند. در انسان، جهش یا تغییر در ژن تولیدکنندهٔ نورولایگین، منجر به بروز اوتیسم و برخی اختلالات شناختی دیگر می‌شود.

## انواع
- نورولایگین ۱: فقط در سیناپس‌های تحریکی دستگاه عصبی مرکزی ساخته می‌شود. بیان ژن NLGN1، پیش از تولد، ناچیز است، اما از روز ۱ تا ۸ پس از تولد افزایش یافته و در تمام دوران بلوغ، بالا می‌ماند.
- نورولایگین ۲: بیشتر در سیناپس‌های مهاری دستگاه عصبی مرکزی تولید می‌شود، اما در مقادیر کمتری نیز در لوزالمعده، ریه‌ها، لایه درون رگی، زِهدان و پس‌روده وجود دارد.
- نورولایگین ۳: در دستگاه عصبی مرکزی، مغز، قلب، ماهیچه اسکلتی، جفت و لوزالمعده تولید می‌شود.
- نورولایگین ۴ ایکس: مختص انسانهاست و در قلب، کبد، ماهیچه اسکلتی، لوزالمعده و در مقادیر کمتری در مغز ساخته می‌شود.
- نورولایگین ۵ (موسوم به نورولایگین ۴ ایگرِگ): بر روی کروموزوم Y واقع شده و تنها در ۱۹ اسید آمینه با نورولایگین ۴ ایکس فرق دارد.[۵]
- نورولایگین mRNA: در لایه درون رگی عروقِ بزرگ[۶] و گانگلیون‌های ریشهٔ خلفی نخاع[۷] در انسان یافت می‌شود.